# Carvalhal Benfeito
Carvalhal Benfeito é uma povoação portuguesa sede da Freguesia de Carvalhal Benfeito  do Município de Caldas da Rainha e situada na região Oeste do país, freguesia com 13,95 km² de área e 1141 habitantes (censo de 2021), tendo, por isso, uma densidade populacional de 81,8 hab./km².

## Demografia
A população registada nos censos foi:
| Distribuição da População por Grupos Etários | Distribuição da População por Grupos Etários | Distribuição da População por Grupos Etários | Distribuição da População por Grupos Etários | Distribuição da População por Grupos Etários |
| -------------------------------------------- | -------------------------------------------- | -------------------------------------------- | -------------------------------------------- | -------------------------------------------- |
| Ano                                          | 0-14 Anos                                    | 15-24 Anos                                   | 25-64 Anos                                   | > 65 Anos                                    |
| 2001                                         | 216                                          | 216                                          | 677                                          | 230                                          |
| 2011                                         | 169                                          | 146                                          | 673                                          | 291                                          |
| 2021                                         | 123                                          | 116                                          | 579                                          | 323                                          |

## Cultura
Carvalhal Benfeito possui uma rica cultura tradicional, transmitida por via oral através das gerações, divergindo através dos tempos. 
A lenda do Carvalhal Benfeito pode ser contada, resumidamente, como sendo a história de D. Gastão que, tendo sido castigado, foi enviado para um carvalhal que se situava na zona da atual freguesia.
Outras localidades dentro da freguesia terão as suas próprias lendas. 
A gastronomia preservada em alguns dos cidadãos e a folia partilhada em muitas das festas dos santos padroeiro caracterizam os moradores desta região.
As escolas do Carvalhal Benfeito são várias, de reduzida dimensão: só existem escolas do primeiro ciclo e jardins de infância.

## Associações
Em Carvalhal Benfeito, existem associações para algumas das localidades, isto é:
- Associação Desportiva e Recreativa de Carvalhal Benfeito[6]
- Associação Recreativa, Desportiva e Cultural de Antas[6]
- Associação Recreativa, Desportiva e Cultural de Santana[6]
- Associação Recreativa, Desportiva e Cultural das Cruzes[6]

São as associações as responsáveis pela organização de eventos.

## Eventos

### Festas
Frequentemente, são realizadas festas e eventos culturais/sociais por parte destas associações, geralmente associadas a santos padroeiros. Nestes eventos, é habitual a venda de refeições como meio de financiamento para as associações, de acordo com a gastronomia regional.
Nestas festas, é possível assistir a vários dias de concertos de estilo abrangente: desde a tradicional dança portuguesa até à música pop mais recente.
Outras formas de financiamento é a venda de bebidas alcoólicas e não alcoólicas, de salgados tradicionais (filhoses e cuscorões), de rifas, e a realização da tradicional quermesse. Também se pedem donativos durante a festa, os doadores recebem um autocolante cuja cor varia por dia de festa, para os identificar como dadores.

### Desporto
Existem competições de ciclismo e futebol realizadas entre os jovens, onde se incentiva o bem-estar físico da população.

## Gastronomia
Muitas das receitas são mantidas por famílias e guardadas pelo passar das gerações, permanecendo nos hábitos alimentares da população.

### Frango Assado
Na região de Carvalhal Benfeito, é usual comer frango assado ao domingo, vendido pela associação mais perto de cada um dos nativos. Caracteriza-se por tempero ligeiramente picante, consistindo numa mistura de cerveja, óleo alimentar, ervas aromáticas e piri-piri.

### Bacalhau à D. Gastão
Refeição composta por bacalhau, semelhante a outras refeições portuguesas.

### Carne de Porco com Molho à Javali
Um prato típico cuja particularidade reside no molho, de sabor rico.

### Filhoses e Cuscorões
Estes fritos têm numerosas receitas espalhadas pela freguesia, e são consumidos pela maioria dos habitantes.

### Bolo de Ferradura
Bolo em forma de arco, possui também várias receitas nas localidades.

## Religião
A principal religião é o Catolicismo, aceite pela generalidade da população devido à forte educação cristã dada pela comunidade ativa residente na freguesia. Muito do património edificado consiste em capelas espalhadas pela freguesia.

### Igreja do Carvalhal Benfeito
Considerada um marco histórico, a igreja matriz de Nossa Senhora das Mercês é o monumento principal da freguesia. Está situada num pequeno cume. Celebram-se missas semanalmente e, durante o Domingo, às 10 horas da manhã. Têm um importante valor para a comunidade da freguesia e é mantida e decorada ocasionalmente por pequenos grupos das várias localidades.

### Centro Paroquial
É no centro paroquial do Carvalhal Benfeito que se encontra o centro de dia, onde se albergam os idosos durante os dias da semana. Aqui também se realiza a catequese, onde se ensinam as práticas cristãs, como atividade extra-curricular ensinada desde o primeiro ano de escolaridade.

### Comunidade
A comunidade paroquial da zona é ativa, sendo constituída por:
- Pároco
- Grupo de Catequistas
- Grupo de Leitores
- Grupo de Acólitos
- Grupo Coral
- Grupo de Jovens
- Comissão Económica

A igreja recolhe fundos vendendo filhoses e cuscorões, feitos com as várias receitas de cada localidade.
Esses fundos são usados para ajudar a construir e a executar os projectos do Centro Paroquial.

## Património Natural
É na freguesia de Carvalhal Benfeito que se situa a Mata das Mestras, um local apreciado por vários turistas que se deslocam no verão para apreciar a beleza natural. Existe, inclusive, uma estação de geocaching nesta mata.
Pode-se encontrar uma zona florestal em Pinhoas e um caminho florestal em Cabeça do Touro.
Passear pelo Carvalhal Benfeito possibilita vistas panorâmicas de grande beleza, graças à grande diversidade natural da zona.

## Artesanato
O artesanato é praticado por alguns civis na região. Destaca-se a tanoaria, os bordados, os trabalhos manuais os sapateiros tradicionais.